# Washingtonia
Genre
Classification phylogénétique
Statut de conservation UICN

 NT  : Quasi menacé
Washingtonia est un genre de la famille des Arécacées (Palmiers). Il a été nommé ainsi en l'honneur du président américain George Washington (1732–1799).

## Présentation
Le genre Washingtonia comprend 2 grands palmiers hermaphrodites à tronc solitaire, à feuilles palmées, du sud-ouest des États-Unis et du nord-ouest du Mexique. Ce genre est courant en culture, en particulier aux États-Unis, dans le sud de l'Europe, au Moyen-Orient et dans d'autres régions sèches et douces du monde. Sa bonne résistance aux ravageurs, et sa facilité de germination, a entrainé sa surexploitation dans les paysages en manque de palmiers résistant. Les deux espèces conservent une jupe de feuilles mortes. Certaines personnes préfèrent l'aspect naturel et accueillant de la jupe comme perchoir pour les hiboux, de nombreux oiseaux et des chauves-souris mangeuses de moustiques. D'autres déplorent le look négligé et affirment que la jupe abrite de la vermine. Les plantes sont plus ou moins hybridées en culture au point que les jeunes palmiers destinés à la vente, sont aussi probablement des croisements hybrides que des espèces «pures». L'hybride putatif est parfois commercialisé sous le nom de W. «Filabusta» . L'avantage de ces hybrides, quand ils existent, est qu'ils peuvent combiner la croissance rapide de W. robusta avec la résistance au froid de W. filifera. Les graines fraîches de Washingtonia germent assez rapidement ; dans les 30 jours. Mais les graines, qui peuvent sécher rapidement, vu leur petite taille, ensuite réhydratées peuvent prendre 3 mois ou plus pour germer et ne germent pas aussi bien que les graines fraîches

## Classification
- Sous-famille des Coryphoideae
  - Tribu des Trachycarpeae

Le genre  Washingtonia  partage cette tribu (des …non encore placés) avec six autres genres :  Acoelorrhaphe, Brahea, Colpothrinax, Copernicia, Pritchardia, Serenoa
.

## Espèces
Le genre Washingtonia  comporte deux espèces :
- Washingtonia filifera (Linden ex André) H.Wendl.
- Washingtonia robusta H.Wendl.

## Habitat et distribution
Les deux espèces sont originaires du Sud-Ouest des États-Unis (Californie, du sud-ouest de l'Arizona) et du nord-ouest du Mexique, où elles se développent en colonies, dans les gorges et les canyons humides des régions arides.
Les deux espèces sont très cultivées en dehors de leur habitat naturel, notamment dans les pays tempérés, pour leur bonne résistance au froid qui avoisine les -10 à −12 °C. Elles ont de plus une croissance très rapide et sont donc souvent plantées dans les villes et dans les jardins pour leur valeur ornementale.

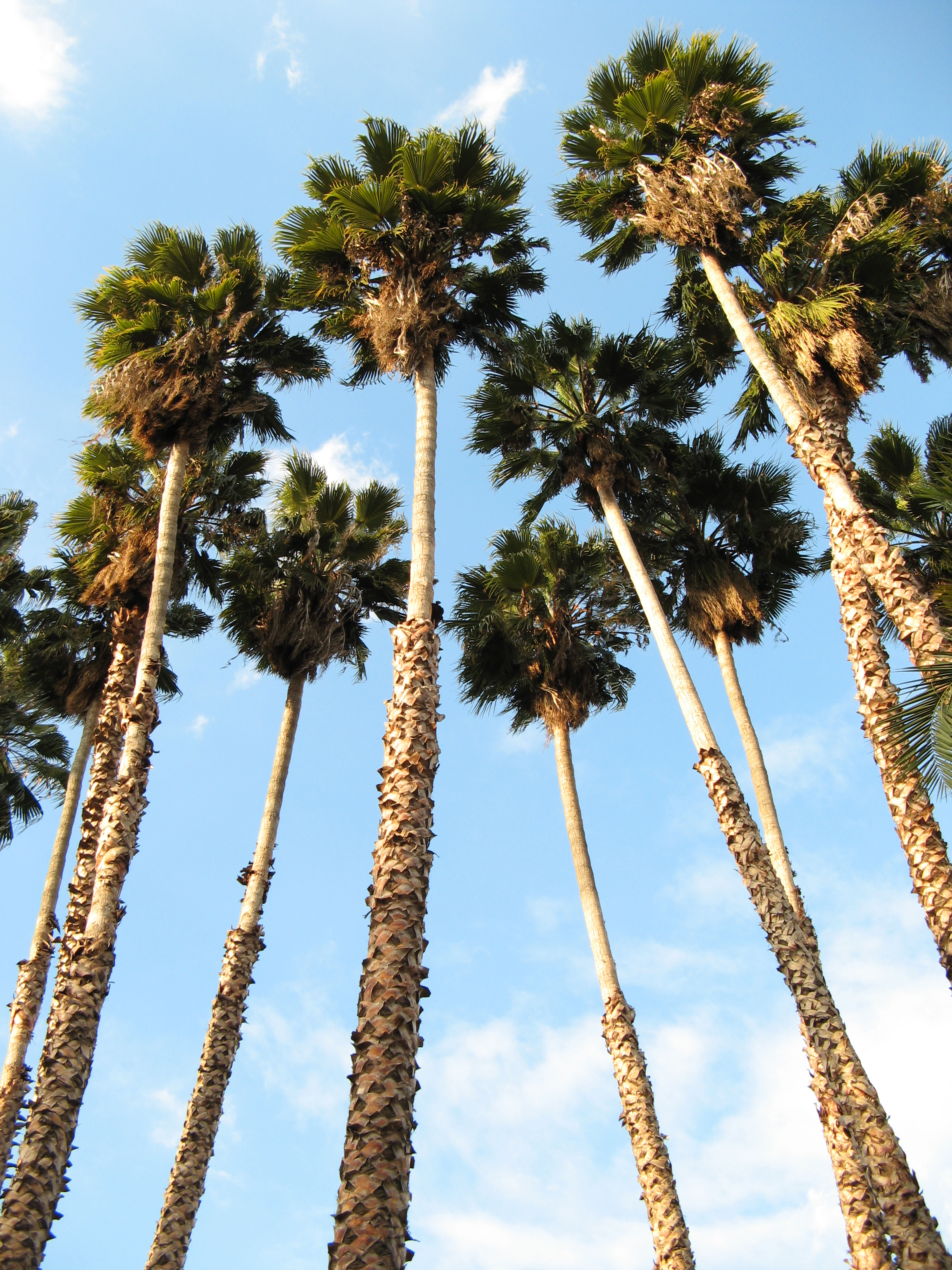
Washingtonia robusta, très utilisé en ornement, se remarque à sa forme très élancée.

## Description
- Stipe : le stipe peut atteindre plus de vingt mètres de hauteur.
- Feuilles : les feuilles sont palmées, avec un pétiole prolongé par une palme arrondie composée de nombreuses folioles
- Inflorescence : les fleurs sont hermaphrodites. Elles sont imbriquées dans une inflorescence très dense.
- Fruits : les fruits sont des drupes. Parvenus à maturité, ils prennent une couleur marron-noir. Ils mesurent de 6 à 10 mm de diamètre. Ils sont composés d'une graine unique recouverte d'une fine couche de chair.